# Stadio Fratelli Molinari
Lo stadio Fratelli Molinari è un impianto sportivo di Codogno.
Questo è il 6º stadio in ordine cronologico a Codogno: il primo fu il Foro Boario (1912-1920), poi il campo di viale Trento (1920-1928), quindi il Campo Sportivo del Littorio (1928-1940), il campo dell'Acquedotto (1940-1960) e infine il campo sportivo Comunale in viale della Resistenza (1960-1993).
Questo stadio, costruito nel 1992 in via Rosolino Ferrari e dedicato ai "Fratelli Molinari" su iniziativa del Comune di Codogno, ospita le partite del R.C. Codogno.

## Dati tecnici
- Dimensioni: 105 x 65 m
- Capienza totale: 3 104 posti
- Tribuna: 940 posti coperti, 2 104 posti scoperti
- Tribuna stampa: 60 posti
- Impianto d'illuminazione Livello illuminamento verticale: lux 600
- Panchine regolari
- Parcheggi per il pubblico: auto private e autobus privati
- Gruppo elettrogeno di emergenza
- Zone esterne ed aree annesse Spazi esterni per il deflusso
- Recinzione esterna
- Area preriscaldamento
- Locale pronto soccorso
- Separazione recinto di gioco: cancellata
- Sala stampa e interviste
- Segnalazioni acustiche e luminose

## Come arrivare
Per arrivare al Molinari, ci sono due modi:
- In auto, dall'autostrada A1 uscita Basso Lodigiano. Proseguire verso Codogno seguendo le indicazioni del parcheggio dello stadio;
- In treno, dalla stazione di Codogno circa 10-15 minuti a piedi, direzione piscina.